# میه‌چیسواف ویشنیفسکی
میه‌چیسواف ویشنیفسکی (لهستانی: Mieczysław Wiśniewski; ۲۳ نوامبر ۱۸۹۲ – ۱۰ اکتبر ۱۹۵۲) بازیکن فوتبال اهل لهستان بود.
از باشگاه‌هایی که در آن بازی کرده‌است می‌توان به باشگاه فوتبال ویسوا کراکوف اشاره کرد.
وی همچنین در تیم ملی فوتبال لهستان بازی کرده‌است.